# Hubera perrieri
Hubera perrieri är en kirimojaväxtart som först beskrevs av Alberto Judice Leote Cavaco och Monique Keraudren, och fick sitt nu gällande namn av Chaowasku. Hubera perrieri ingår i släktet Hubera och familjen kirimojaväxter. Inga underarter finns listade i Catalogue of Life.